# Félicien Kabuga
Félicien Kabuga (narozen 1. března 1933)  je rwandský obchodník, který je zodpovědný za financování genocidy rwandských Tutsiů. Jako multimilionář  byl úzce napojen na hutuskou nacionalistickou stranu MRND diktátora Juvénala Habyarimana a Akazu, neformální skupinu hutuských extrémistů, kteří se podíleli na vedení rwandské genocidy.
Kabuga je známý svou rolí primárního finančníka hutuských extremistických médií, jako je rozhlasová stanice RTLM a časopis Kangura, který obhajoval a dokonce podporoval zabíjení menšiny Tutsiů. Kabuga financoval masový dovoz 500 000 mačet v rámci přípravy na genocidu od ledna 1993 do března 1994.
V roce 2020 byl Kabuga vypátrán a zatčen francouzskou policií ve Velké Paříži ve věku 87 let po 26 letech na útěku. Je ve vazbě pobočky IRMCT v Haagu a v září 2022 s ním byl zahájen soudní proces za zločiny proti lidskosti, v srpnu 2023 byl prohlášen za neschopného proces absolvovat z důvodu postupující demence.